# Фидер ерлајнс
Фидер ерлајнс (енгл. Feeder Airlines) је авио-компанија са седиштем у граду Џуби у Јужном Судану. Основана је 2. јуна 2007. године, а њен председник је капетан Дејвид Мартин Хасан. Флота је сачињена од два авиона типа фокер 50.

## Дестинације
Компанија Фидер ерлајнс послује на шест дестинација, четири домаће и две иностране.
Домаће
- Аеродром Џуба
- Аеродром Малакал
- Аеродром Румбек
- Аеродром Вав

Иностране
- Картум ( Судан)
- Кампала ( Уганда)